# Esko Valtaoja
Esko Jorma Johannes Valtaoja, finski astronom in pisatelj, * 20. junij 1951, Kemi, Finska.
Valtaoja je profesor na Univerzi v Turkuju, kjer preučuje kvazarje in raziskuje na področju solarne fizike in fizikalne kozmologije. Je član osebja Observatorija Tuorla, Oddelka za astronomijo Univerze v Turkuju.

## Življenje in delo
Leta 2002 je za svojo knjigo Doma v Vesolju (Kotona maailmankaikkeudessa, Ursa, 2001) prejel prestižno finsko Nagrado Tieto-Finlandija za neleposlovno delo. Posebnost nagrade je, da jo vsako leto izbere en posameznik. Postal je priljubljeni gost v televizijskih oddajah, znanstvenofantastičnih konvencijah in znanstvenih seminarjih. Deloma njegova priljubljenost izhaja od njegove sposobnosti prikaza zapletenih znanstvenih teorij in idej na način, ki je razumljiv in zabaven za splošno publiko.
Leta 2004 je napisal knjigo Odprta cesta (Avoin tie), kjer je opisal svoj pogled na prihodnost. Knjiga je napisana v podobnem slogu kot Doma v Vesolju z mislijo na splošno bralstvo.
V oktobru 2007 je objavil zadnji del trilogije Čuda: Pohajkovanja po Vesolju (Ihmeitä: kävelyretkiä kaikkeuteen). Knjiga je napisana v enakem slogu kot predhodni dve. Ker prva knjiga govori o preteklosti, druga o prihodnosti, je Valtaoja dejal, da je naravno napisati zadnjo o sedanjosti.
V svojem prostem času se posveča umetnosti in književnosti (še posebej znanstveni fantastiki). Je tudi ljubiteljski biolog. Njegova pojava spominja na člane skupine ZZ Top.